# タジキスタンの国旗
タジキスタンの国旗は、上から順に赤・白・緑が横三色に配され、中心には黄色で7つの星に囲まれた王冠があしらわれている旗。1992年11月25日に制定。
1953年のタジク・ソビエト社会主義共和国の旗との共通点は、この三色（赤・白・緑）である。赤と緑に比べて白の帯の幅が長い。
赤は国家統合の象徴、白は産出される綿と、国民統合の象徴、緑は国土の自然の象徴、王冠と7つの星は主権の独立と隣国との友好を表す。
ソビエト連邦の崩壊から1992年11月までは、タジク・ソビエト社会主義共和国の旗から鎌と槌、五芒星を取り除いた図柄の国旗を使用していた。

大統領旗

## 歴史的な旗

### ロシア帝国

1858年までの旗
1858年-1883年の旗
1883年-1917年の旗
1914-1917（非公式）

### ロシア革命以降

ブハラ人民ソビエト共和国の国旗（1920年から1924年）
タジク自治社会主義ソビエト共和国の国旗（1924年から1929年まで）
タジク自治社会主義ソビエト共和国の国旗（1929年から1931年まで）
タジク・ソビエト社会主義共和国の国旗（1931年から1930年代半ばまで）
タジク・ソビエト社会主義共和国の国旗（1935年から1936年までと、1937年から1938年まで）
タジク・ソビエト社会主義共和国の国旗（1936年から1937年まで）
タジク・ソビエト社会主義共和国の国旗（1938年から1940年まで）
タジク・ソビエト社会主義共和国の国旗（1940年から1953年まで）
タジク・ソビエト社会主義共和国の国旗（1953年から1992年まで）

### 新国旗制定後

?現在の国旗（縦横比2:3の別タイプ）

## 提案されたタジキスタン国旗

## 類似の意匠

イランの国旗
クルディスタンの旗
ドイツノルトライン＝ヴェストファーレン州の旗
ニジェールの国旗
ハンガリーの国旗